# Edoardo il Martire
Edoardo il Martire (962 – Castello di Corfe, 18 marzo 978) successe al padre Edgardo d'Inghilterra come re d'Inghilterra nel 975, ma fu ucciso dopo un regno di pochi anni. Poiché il suo omicidio fu considerato "religioso", Edoardo venne canonizzato come Sant'Edoardo il Martire nel 1001.

## Biografia
L'ascesa al trono di Edoardo fu contestata dalla sua matrigna, la regina Elfrida d'Inghilterra, che voleva suo figlio Etelredo come re. Tuttavia il consenso nei confronti di Edoardo fu maggiore rispetto a quello per Etelredo e anche San Dunstano si schierò dalla sua parte, tanto che la nomina fu confermata dal Witan.
Edoardo, secondo Theodoric Paulus, era un giovane di grande devozione e di eccellente condotta. Visse una vita in piena ortodossia, buona e santa. Inoltre, amava soprattutto Dio e la Chiesa. Era generoso con i poveri, un campione della fede in Cristo ed era pieno di tolleranza virtuosa.
Quando Edoardo salì al trono, una violenta carestia stava sconvolgendo il regno e continui attacchi venivano operati contro i monasteri da parte dei nobili che avevano ricevuto i loro titoli dal padre Edgardo d'Inghilterra. Alcuni di questi monasteri vennero distrutti, e i monaci costretti a fuggire. Il Re e San Dunstano tuttavia si levarono a favore della Chiesa e dei monasteri. Per questo alcuni nobili si allearono per cacciare Edoardo a favore del fratello Etelredo.

### La morte

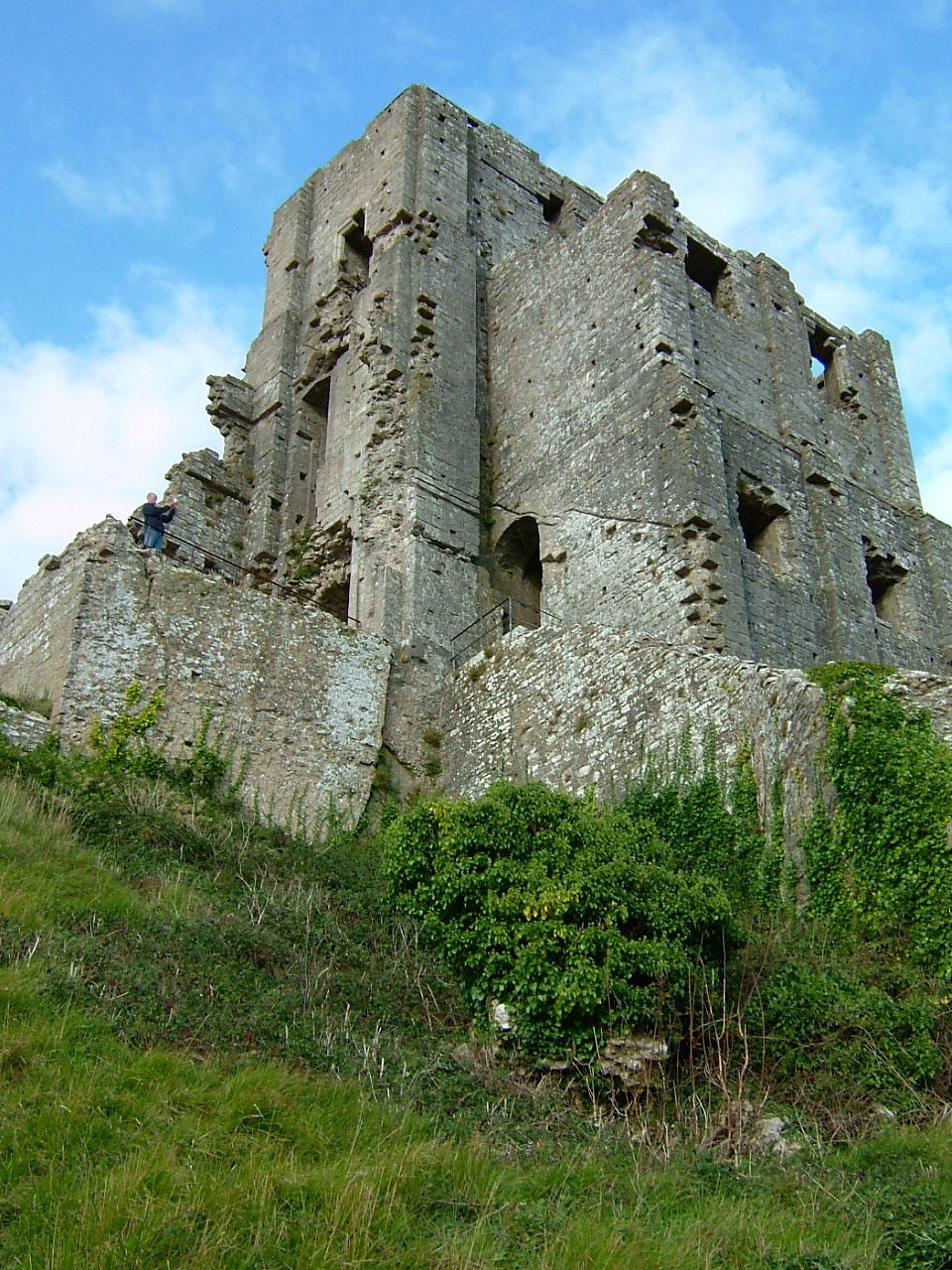
Il castello dove fu assassinato

Il 18 marzo 978 il re era a caccia con i suoi cani e cavalieri vicino a Wareham in Dorset. Durante la battuta decise di andare a trovare suo fratello più giovane Etelredo, che stava crescendo con la madre Elfrida nel castello di Corfe Castle, vicino a Wareham. Separatosi dagli altri andò da solo nel castello. Mentre era ancora in sella, Elfrida gli offrì una tazza di idromele e subito fu attaccato da tergo da una persona incaricata dalla regina. Etelredo aveva solo 10 anni e non venne implicato nell'omicidio.
Un'alternativa a questa tradizione vuole che fosse stata la stessa Elfrida a commettere l'omicidio.

## Storia delle sue reliquie

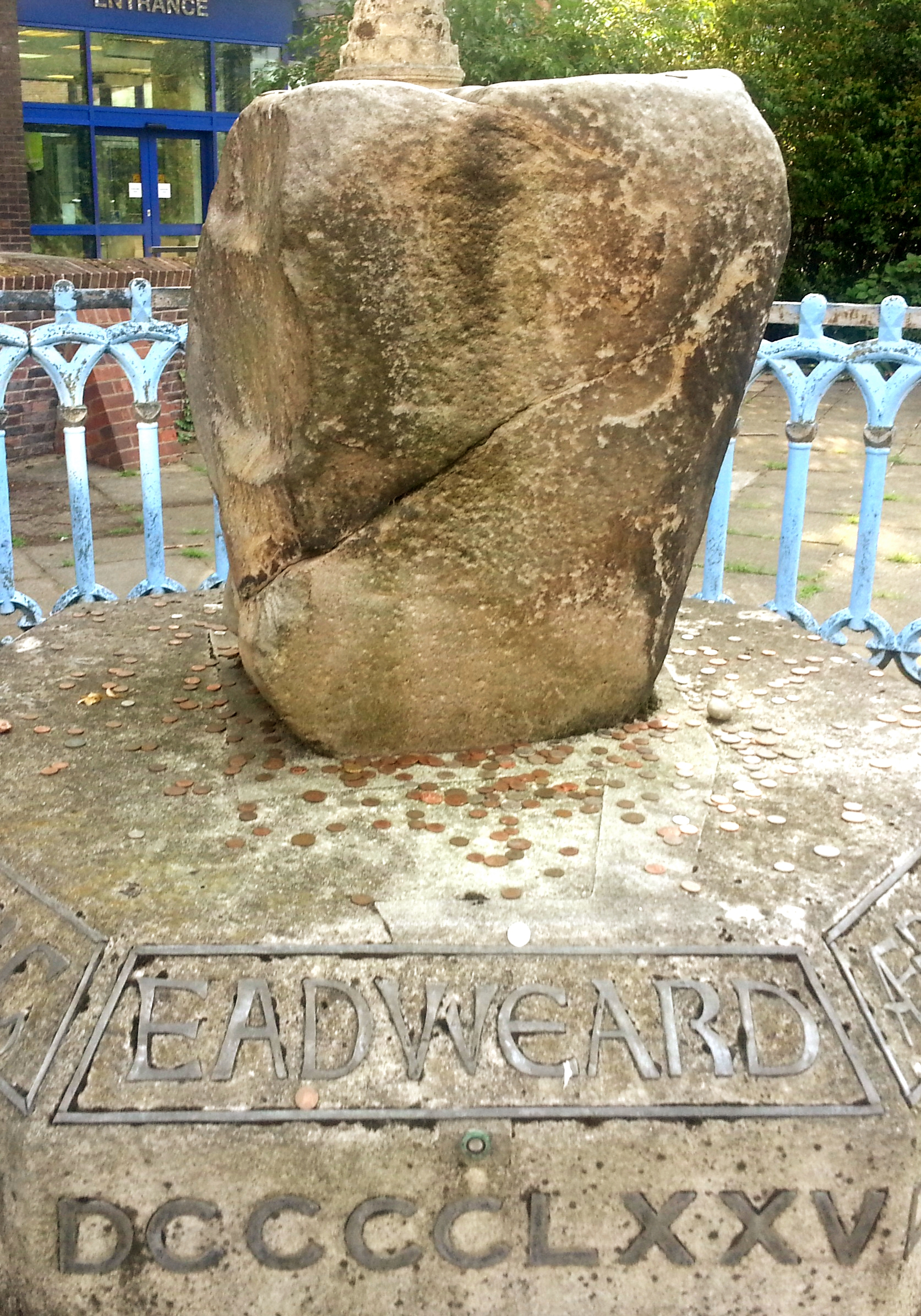

La storia delle reliquie di Edoardo inizia dal momento della sua morte o martirio. Immediatamente dopo la morte, il corpo del re assassinato slittò dalla sella del cavallo e rimase agganciato con un piede alle staffe fino a che non cadde in un torrente sotto la collina del castello di Corfe. Si crede che da allora il torrente avesse proprietà terapeutiche - specialmente per i ciechi. La regina ordinò che il corpo fosse nascosto in un capanno lì vicino, dove viveva una signora cieca, che la regina manteneva dal momento della nascita.

### Il primo miracolo
Durante la notte una luce straordinaria illuminò la capanna. Subito la donna cieca gridò: "Il Signore ha misericordia" e improvvisamente iniziò a vedere. Vide subito il corpo del re e dopo quell'episodio miracoloso fu edificata sul luogo dove sorgeva la capanna una chiesa dedicata a Sant'Edoardo.
La mattina la regina seppe del miracolo accaduto nella notte e ordinò l'eliminazione del corpo, questa volta seppellendolo in un prato vicino a Wareham. Un anno dopo l'omicidio, una colonna di fuoco si alzò dal punto in cui il re era sepolto, illuminando tutta la zona. La scena fu vista da alcuni abitanti di Wareham, che riesumarono il corpo. Accompagnato da quella che ormai era una folla in lutto, il corpo venne trasportato nella chiesa di Wareham e sepolto nell'estremità orientale della chiesa. Ciò avvenne il 13 febbraio 980.

### L'abbazia di Shaftesbury
Dopo una serie di miracoli, le reliquie furono trasportate nell'Abbazia di Shaftesbury. Quando vennero collocate nel posto a loro riservato, ci si accorse che esse erano non corrotte dal tempo. Le reliquie furono portate in processione il 13 febbraio, per 7 giorni fino all'arrivo a Shaftesbury. Le reliquie furono accolte dalle monache e sepolte con tutti gli onori reali nel lato nord dell'altare.
Sulla strada che da Wareham va a Shaftesbury avvenne un altro miracolo; due uomini paralizzati furono portati accanto alla barella. Gli uomini che la portavano abbassarono il corpo e i due invalidi si dice che riacquistassero la loro salute.

Nel 1001 la tomba in cui Edoardo era sepolto fu interrata.
Il fratello Etelredo non fu lieto di ciò e disse al vescovo di sopraelevare la tomba del fratello, sistemandola in un posto più adatto. Quando la tomba fu aperta si sarebbe sprigionata una fragranza che i presenti ritennero di origine celeste. Il vescovo decise allora di prendere le reliquie e di metterle nell'altare più santo della chiesa insieme alle altre reliquie. Era il 20 giugno 1001.

### La canonizzazione
Edoardo fu ufficialmente glorificato dal concilio inglese nel 1008, presieduto dall'arcivescovo di Canterbury. Il re Etelredo ordinò che il santo venisse festeggiato per tre giorni (18 marzo, 13 febbraio e 20 giugno). L'abbazia di Shaftesbury fu ribattezzata Alla madre di Dio e a Sant'Edoardo. Il nome di Shaftsbury cambiò in Edwardstowe ma ritornò alla forma originaria dopo la grande riforma della Chiesa.
Molti furono i miracoli avvenuti davanti alla tomba di Sant'Edoardo, comprese le guarigioni di ciechi e di lebbrosi.

### La perdita e il ritrovamento
Nel XVI secolo, sotto il re Enrico VIII, i monasteri furono distrutti insieme a molte reliquie, ma i resti di Sant'Edoardo vennero nascosti per evitare la profanazione. Nel 1931 i resti sono stati recuperati dal Wilson-Claridge durante uno scavo archeologico e la loro identità fu confermata dal dottor T.E.A. Stowell. Nel 1970 esami eseguiti sulle reliquie testimoniarono che il giovane era stato accoltellato alla schiena mentre conduceva il suo cavallo e che il suo corpo era stato trascinato a lungo.
Verso il 1982 Wilson-Claridge donò le reliquie alla Chiesa ortodossa russa, ed esse ora riposano nel cimitero di Brookwood.
La festività del santo è celebrata il 18 marzo, giorno del suo martirio.

## Ascendenza
|                         |   |                | Genitori          |  |  | Nonni |  |  | Bisnonni           |  |  | Trisnonni         |  |
|                         |   |                |                   |  |  |       |  |  | Edoardo il Vecchio |  |  | Alfredo il Grande |  |
|                         |   |                |                   |  |  |       |  |  | Edoardo il Vecchio |  |  | Alfredo il Grande |  |
|                         |   | Ealhswith      |                   |  |  |       |  |  | Edoardo il Vecchio |  |  |                   |  |
| Edmondo I d'Inghilterra |   |                |                   |  |  |       |  |  | Edoardo il Vecchio |  |  |                   |  |
|                         |   | Edgiva di Kent | Sigehelm del Kent |  |  |       |  |  |                    |  |  |                   |  |
|                         |   | Edgiva di Kent | Sigehelm del Kent |  |  |       |  |  |                    |  |  |                   |  |
|                         |   | Edgiva di Kent | …                 |  |  |       |  |  |                    |  |  |                   |  |
| Edgardo d'Inghilterra   |   | Edgiva di Kent |                   |  |  |       |  |  |                    |  |  |                   |  |
|                         |   | …              | …                 |  |  |       |  |  |                    |  |  |                   |  |
|                         |   | …              | …                 |  |  |       |  |  |                    |  |  |                   |  |
|                         |   | …              | …                 |  |  |       |  |  |                    |  |  |                   |  |
| Elgiva di Shaftesbury   |   | …              |                   |  |  |       |  |  |                    |  |  |                   |  |
|                         |   | …              | …                 |  |  |       |  |  |                    |  |  |                   |  |
|                         |   | …              | …                 |  |  |       |  |  |                    |  |  |                   |  |
|                         |   | …              | …                 |  |  |       |  |  |                    |  |  |                   |  |
| Edoardo il Martire      |   | …              |                   |  |  |       |  |  |                    |  |  |                   |  |
|                         | … | …              |                   |  |  |       |  |  |                    |  |  |                   |  |
|                         | … | …              |                   |  |  |       |  |  |                    |  |  |                   |  |
|                         | … | …              |                   |  |  |       |  |  |                    |  |  |                   |  |
| …                       | … |                |                   |  |  |       |  |  |                    |  |  |                   |  |
|                         |   | …              | …                 |  |  |       |  |  |                    |  |  |                   |  |
|                         |   | …              | …                 |  |  |       |  |  |                    |  |  |                   |  |
|                         |   | …              | …                 |  |  |       |  |  |                    |  |  |                   |  |
| Etelfleda               |   | …              |                   |  |  |       |  |  |                    |  |  |                   |  |
|                         |   | …              | …                 |  |  |       |  |  |                    |  |  |                   |  |
|                         |   | …              | …                 |  |  |       |  |  |                    |  |  |                   |  |
|                         |   | …              | …                 |  |  |       |  |  |                    |  |  |                   |  |
| …                       |   | …              |                   |  |  |       |  |  |                    |  |  |                   |  |
|                         |   | …              | …                 |  |  |       |  |  |                    |  |  |                   |  |
|                         |   | …              | …                 |  |  |       |  |  |                    |  |  |                   |  |
|                         |   | …              | …                 |  |  |       |  |  |                    |  |  |                   |  |
|                         |   | …              |                   |  |  |       |  |  |                    |  |  |                   |  |